# Melica longiflora
Melica longiflora är en gräsart som beskrevs av Ernst Gottlieb von Steudel. Melica longiflora ingår i släktet slokar, och familjen gräs. Inga underarter finns listade i Catalogue of Life.